# Sodalicja Świętej Jadwigi Królowej
Sodalicja Świętej Jadwigi Królowej – stowarzyszenie wiernych świeckich Kościoła katolickiego w formie sodalicji, którego patronką jest św. Jadwiga Królowa. Sodalicję tę założył biskup Wacław Świerzawski w 1997 r. Jej siedzibą jest Kraków, istnieje również wspólnota lokalna w Bieczu.
Celami członków stowarzyszenia są:
- rozwój wewnętrzny na wzór patronki,
- rozszerzanie czci jedynego świętego Króla Polski,
- podejmowanie współczesnych dzieł w duchu patronki.